# Takahiro Jamada
Takahiro Jamada (japanski: 山田 貴洋, eng. prijeslov: Yamada Takahiro) (Fuđinomija, 19. kolovoza 1977.), basist i prateći vokal japanskog rock sastav Asian Kung-Fu Generation. 

## Biografija
Osnovao je sastav 1996. s Masafumijem Gotom i Kensukom Kitom, koje je upoznao na sveučilištu Kanto Gakuin. Bendu se ubrzo pridružio i bubnjar Kijoši Iđići. Iako je Goto glavni tekstopisac sastava, i Yamada je sam napisao neke pjesme. Diplomirao je književnost, a glazbeni uzori su mu sastavi The Beatles, Oasis, The Smashing Pumpkins i Pet Shop Boys.